# St.-Mauritius-Kapelle (Bohndorf)

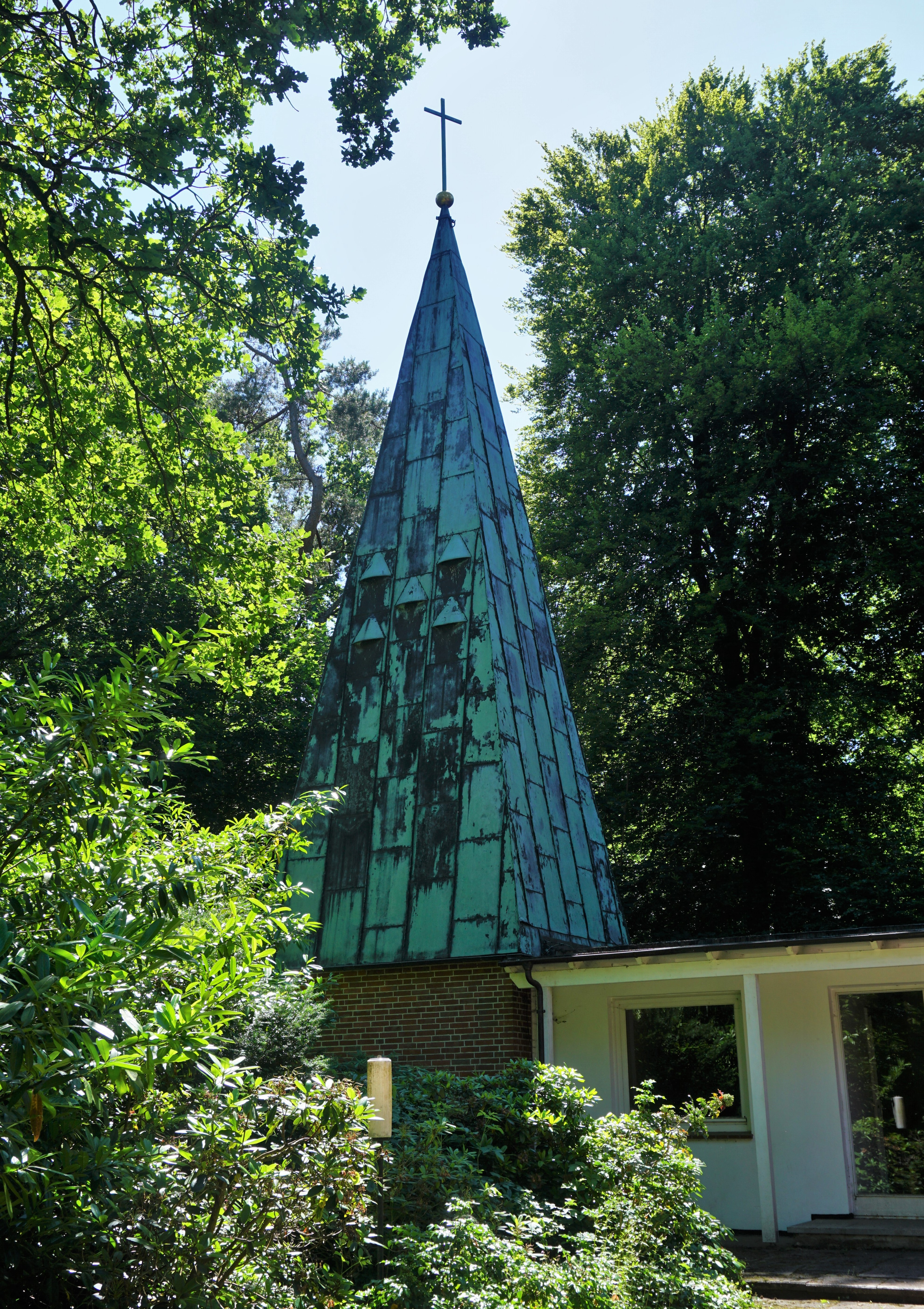
Kapellenturm

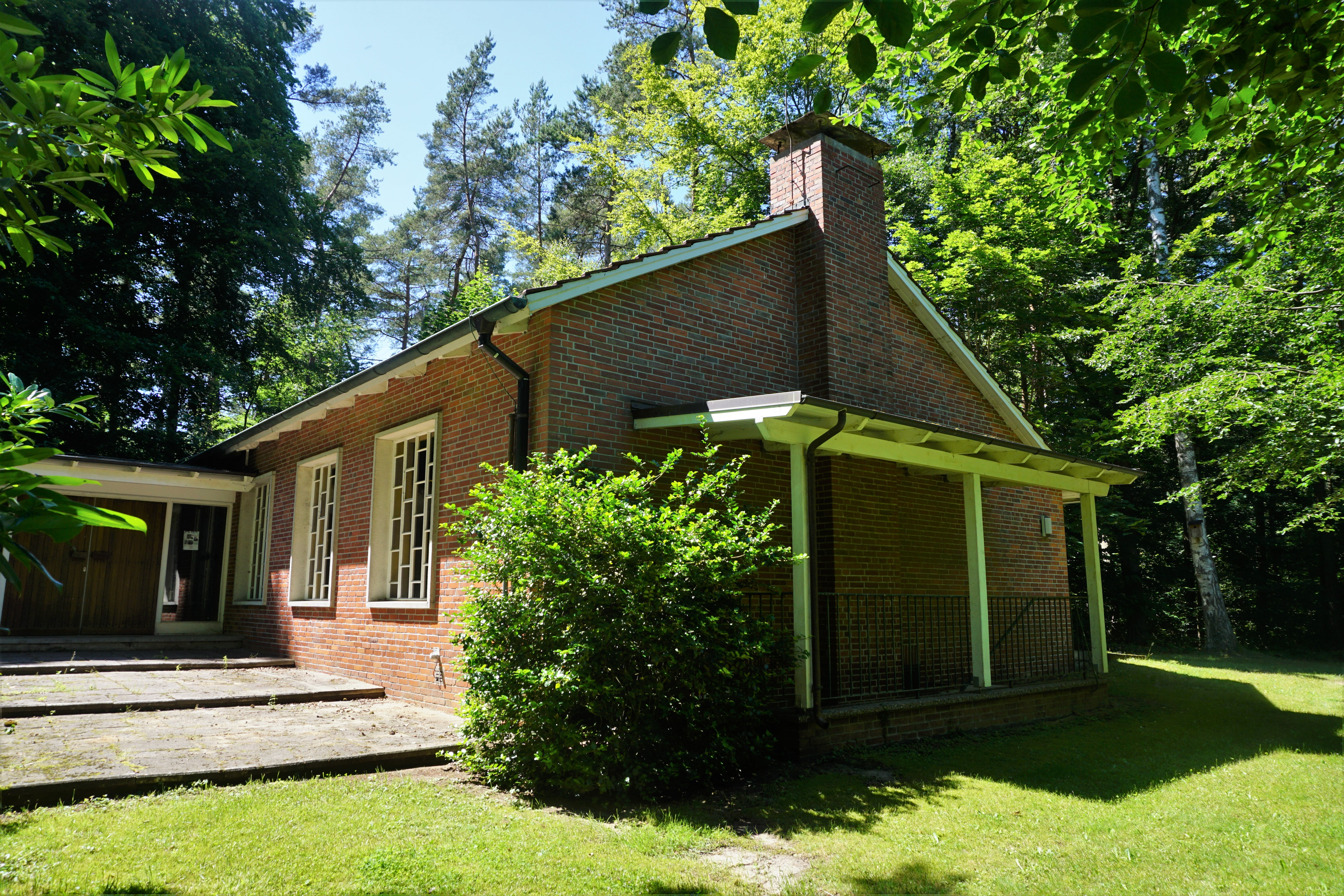
Kapellengebäude

Die evangelisch-lutherische St.-Mauritius-Kapelle liegt zwischen den Ortsteilen Bohndorf und Aljarn der Gemeinde Altenmedingen im niedersächsischen Landkreis Uelzen.

## Lage
Die nördlich der Gemeinde Altenmedingen am östlichen Rand eines Waldstücks gelegene Kapelle und der zugehörige nordöstlich an die Kapelle grenzende Friedhof sind allseitig von Bäumen umgeben. Der Zugang zur Kapelle erfolgt über einen nicht asphaltierten Weg, der wenige hunderte Meter östlich auf die Straße Am Teich trifft, die die beiden Ortsteile Bohndorf und Aljarn verbindet.

## Geschichte

### Vorgängerbauten
1237 gründeten vier Nonnen aus dem Zisterzienserinnenkloster Wolmirstedt in Bohndorf, in dem zu dieser Zeit bereits eine Kirche existierte, ein Kloster. Zur Gründung des Klosters überließ das Kapitel des Klosters Rastede den vier Nonnen ihren dortigen Besitz. Die Nonnen erfuhren bei ihrem Vorhaben Unterstützung von den Rittern zu Meding. Nach mehrfachen Plünderungen und nachdem der Propst des Klosters im Jahr 1240 ermordet wurde, siedelte das Kloster 1240 nach Medingen, dem heutigen Altenmedingen, um.
Bohndorf gehörte ursprünglich zum Kirchenspiel der Peter-und-Paul-Kirche in Thomasburg. Durch einen von Bischof Nikolaus von Verden vermittelten Vergleich wurde Bohndorf 1330 dem Kirchenspiel Altenmedingen zugeordnet. Die Entwicklung der Kapelle ist nicht belegt, sie bestand vermutlich jedoch zunächst weiter und verfiel mit der Zeit.
Im Jahr 1718 wurde eine zweite kleine Kapelle ohne Glockenturm in Bohndorf erbaut. Sie wurde wegen Baufälligkeit 1817 gesperrt und schließlich 1819 abgerissen. Die zugehörige Glocke wurde an die St.-Mauritius-Kirche in Altenmedingen verkauft. 1900 wurde im Ort eine Schule mit einem Altarraum errichtet.

### Entstehung der heutigen Kapelle
1954 wurde zwischen Bohndorf und Aljarn ein Friedhof errichtet, wodurch Forderungen nach einer Friedhofskapelle laut wurden. Die Bauarbeiten nach Plänen des Architekten Wilhelm Hoek begannen 1961. Nach über einjähriger Bauzeit wurde die Kapelle 1962 eingeweiht.

## Architektur
Die Kapelle ist ein schlichter Backsteinbau. Sie besteht aus einem Kapellenturm und einem Kapellengebäude, die über einen Verbindungstrakt verbunden sind. Der Turm wurde aus Backsteinmauerwerk errichtet und mit einem Pyramidenhelm in Kupferblecheindeckung versehen. Die Turmspitze wird aus einer Kugel und einem Kreuz gebildet. Der Turm erreicht insgesamt eine Höhe von 17 Metern.
Der schlichte Innenraum ist mit einer Holzbalkendecke ausgestattet. Die Seitenwände sind weiß gehalten, wohingegen die Wand hinter dem Altar aus Backsteinmauerwerk besteht. Der Innenraum wird durch schlichte Buntglasfenster erhellt.

## Ausstattung
Der Altar wurde aus Sandstein geschaffen. Auf dem Altar ist ein hölzerner Altaraufsatz angebracht, der unter anderem die Kreuzigung Jesu zeigt.
Die Glocke im Kapellenturm stammt aus dem Jahr 1930 und wurde von der Glockengießerei Radler aus Hildesheim gegossen.
Die Orgel stammt von Ludwig Hoffmann aus Kassel. Das Gehäuse wurde aus Eiche hergestellt. Die Zinnpfeifen, der in drei Feldern angeordneten Prospekte, sind harfenähnlich angebracht.

## Kirchliche Organisation
1900 wurde die Kapellengemeinde Bohndorf gegründet, zu der die Ortschaften Bohndorf und Aljarn gehörten. Diese wurde zum 1. Januar 2008 aufgehoben, woraufhin die beiden Ortschaften zur „evangelisch-lutherischen Kirchengemeinde Altenmedingen“ im Kirchenkreis Uelzen gehörten. Die Kirchengemeinde Altenmedingen ist seit Mai 2019 pfarramtlich mit den Kirchengemeinden der St.-Georgs-Kirche in Wichmannsburg und St. Michaelis in Bienenbüttel verbunden.
Die Kapelle dient gleichzeitig als Friedhofskapelle und Ort für Gottesdienste. Regelmäßig finden Gottesdienste in der Kapelle heute nur an Heiligabend, am Ostermontag und Pfingstmontag statt.